# Abassi
Abassi (pers. ‏عباسی‎), Abbaz – srebrna moneta perska oraz miara masy (360 gramów) stosowana w Persji do początku XX wieku. 
Moneta została wprowadzona przez szacha Persji Abbasa I z dynastii Safawidów w 1620 roku. Początkowo była o wadze 7,7 g, później, szczególnie od połowy XVIII w., była coraz lżejsza.
W perskim systemie monetarnym abbaz był wart 2 mahmudi, czyli 4 szahi, 10 bisti, 40 kazbeków, 200 dinarów. Bito go także w nominałach 1,5; 2; 2,5; 4 i 5 abbazów. 
W latach 1762–1833 abbazy bito w Gruzji, znajdującej się pod perskim wpływem. Po 1804 r., czyli po podboju Gruzji przez Rosję, abbazy bito z napisami gruzińsko-rosyjskimi i nominałami w abbazach i kopiejkach/rublach (podobnie jak w Polsce po powstaniu listopadowym monety z napisami i nominałami polsko-rosyjskimi). Gruziński abbaz wart był wówczas 20 kopiejek. 
Po powstaniu w połowie XVIII w. niezależnego od Persji państwa na terenie dzisiejszego Afganistanu, bito w nim nadal abbazy aż do 1925 r.